# Costus cupreifolius
Costus cupreifolius är en enhjärtbladig växtart som beskrevs av Paulus Johannes Maria Maas. Costus cupreifolius ingår i släktet Costus och familjen Costaceae.
Artens utbredningsområde är Colombia. Inga underarter finns listade.